# ドイツ音楽著作権協会
ドイツ音楽著作権協会（ドイツおんがくちょさくけんきょうかい、ドイツ語: GEMA: Gesellschaft für musikalische Aufführungs- und mechanische Vervielfältigungsrechte; 英語: Society for musical performing and mechanical reproduction rights）は、ドイツに拠点を置き政府によって委任された著作権管理団体、演奏権管理団体で 、事務局はベルリンとミュンヘンにある。GEMAは、その会員である作曲者、作詞者、そして出版者の音楽作品の著者の権利（機械的使用許諾、放送使用許諾、シンクロ権等）に由来する使用権を代表している。ドイツで唯一の団体で、BIEM（録音権協会国際事務局）とCISAC（著作権協会国際連合）に加盟している。

## 組織と会員

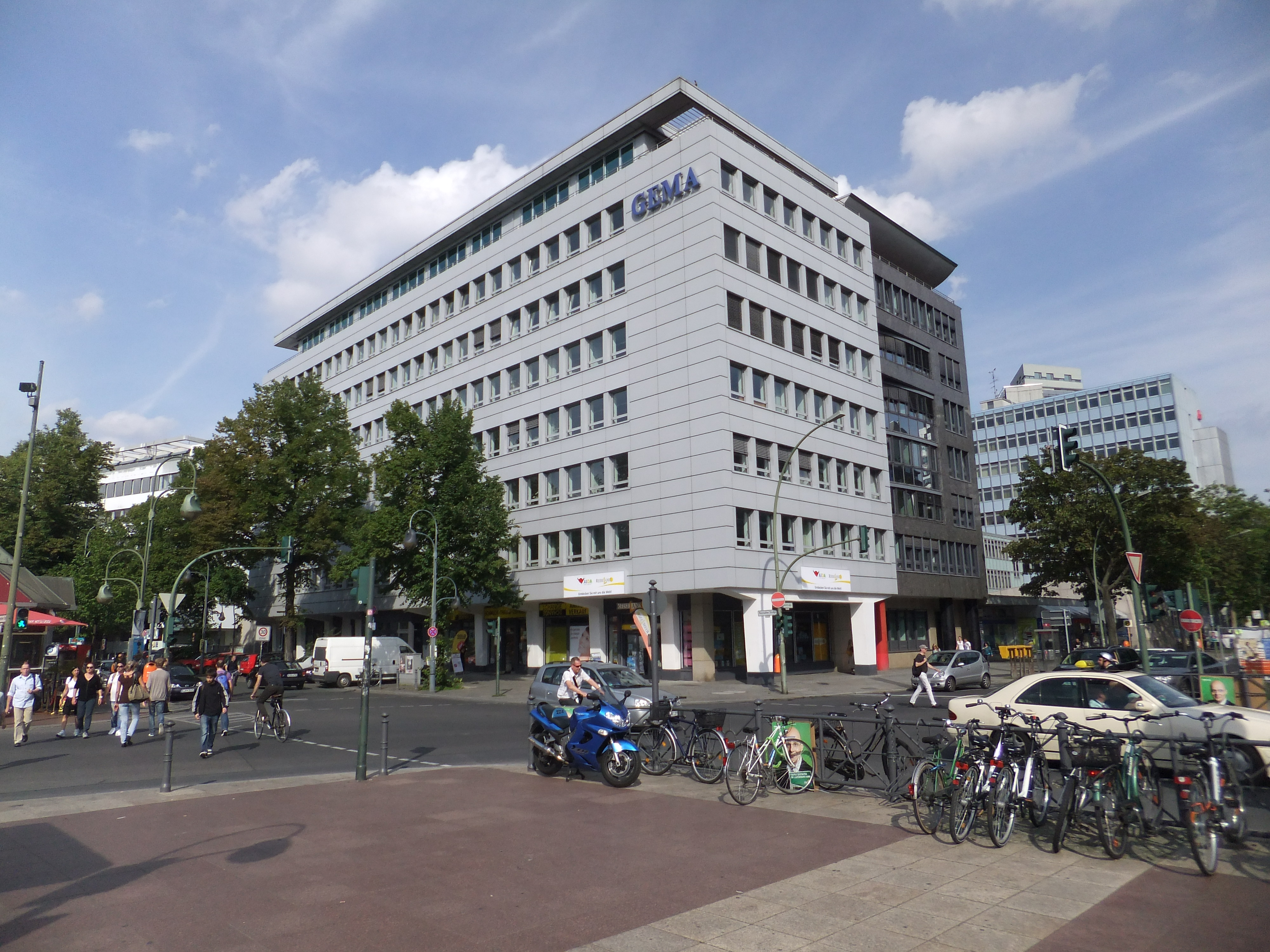
ベルリンにあるGEMAのオフィス

GEMAはドイツの協会法に基づき組織されている。正会員である約3,300名の作曲家、作詞家、そして音楽出版社を直接代表し、大幅に制限された権利の会員約6,400名と、正会員の要件を満たさずGEMAに権利を譲渡しているそのほかの作者約55,000名を代表している。3番目のグループの会員は協会では「準会員」と呼ばれるが、ドイツの協会法の中で会員の有する権利は享受できない。2010年現在、GEMAは他の演奏権団体と相互協定により、ドイツ国内でさらに200万人の国際権利所持者を代表している。

## 使用料と私的録音録画補償金
GEMAの管理保護する音楽作品を公開上演する場合は、著作権使用料をGEMAに支払わねばならない。そして使用料は会員に複雑な分配方法によって支払われる。ロイヤルティーの部門はポイントシステムで管理され、そこは「エンターテイメント音楽」と「芸術音楽」の部門に分かれている。例えば、ポップ歌曲1曲はこのシステムでは12ポイントであるのに対し、70分を超える大管弦楽曲は1,200ポイントになる。

## 法的根拠
全ての集団的権利の管理団体は、法律と条令に基づいて運営されている。欧州経済共同体の中では、これらの著作権管理団体は、知的財産権法という形で欧州各国の憲法に明記されている知的財産権と無形資産に対する保護から正当性を得ている。

## 沿革

### 前身団体: 1902年–1933年

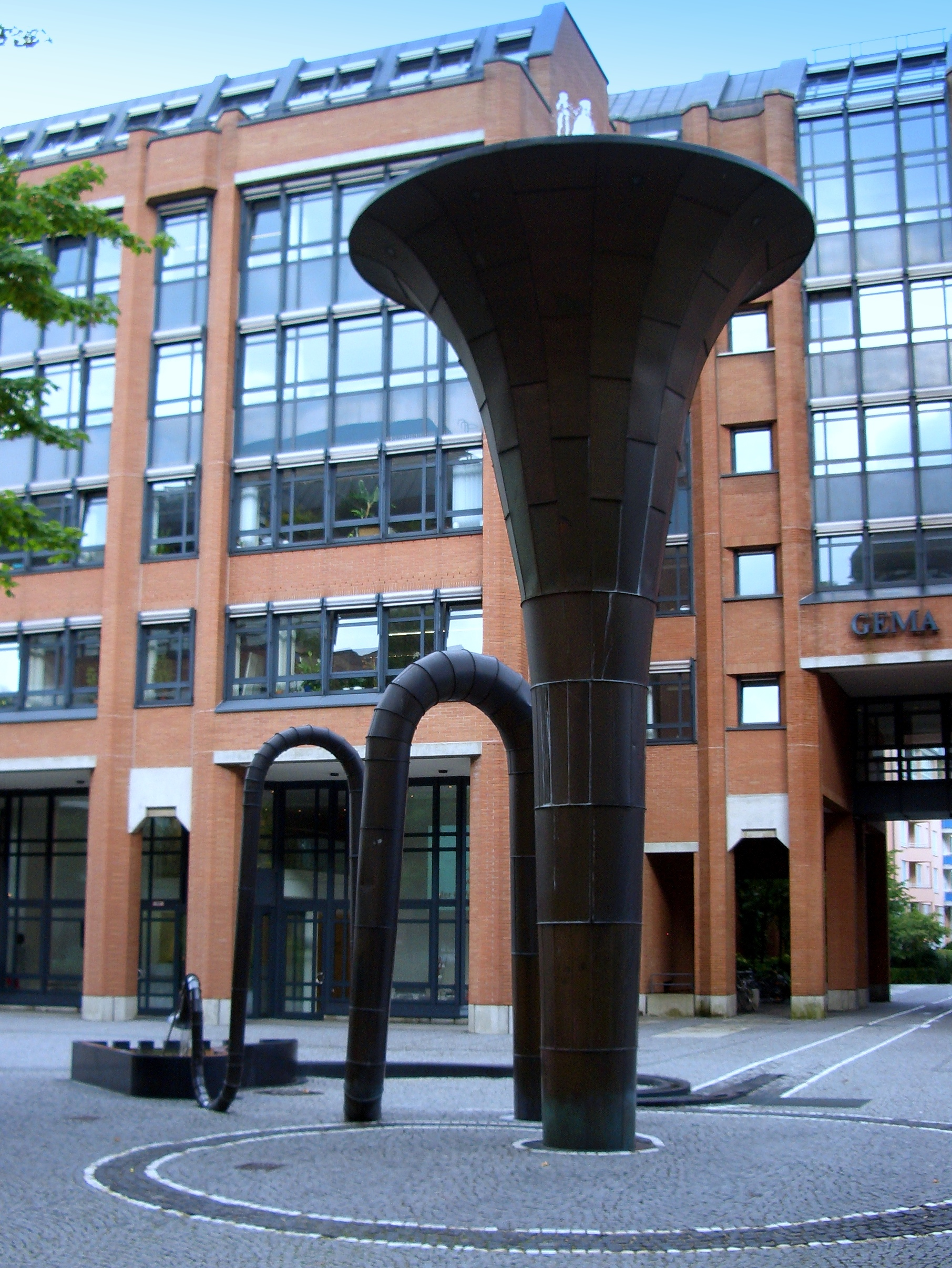
1990年からのGEMAのミュンヘン事務所とエーリヒ・シュルツェ噴水

1902年1月に施行された「文学及び音楽著作物の著者の権利に関する法律（ドイツ語: Gesetz betreffend das Urheberrecht an Werken der Literatur und der Tonkunst）」は、音楽作品を公開上演する際に作者の許諾が必要であると初めて規定した。
ドイツ作曲家協議会 (ドイツ語:  Genossenschaft Deutscher Tonsetzer; GDT) は翌1903年に、音楽上演権協会 (ドイツ語: Anstalt für musikalische Aufführungsrechte; AFMA) を設立した。これは、作曲家と出版社の利害関係団体である中央協会をルーツに1851年著作権協会SACEMを設立していたフランスよりは、遅いものだった。AFMA創設者の中には、リヒャルト・シュトラウス、ハンス・ゾンマーそしてフリードリッヒ・レッシュがいた。GDTはエンゲルベルト・フンパーディンク、ゲオルク・シューマンそして最も有名なリヒャルト・シュトラウスといった当時の著名な作曲家が率いていた。
1904年、GDTはAFMAの精神と目的についてのメモランダムを発表した。当時はまだ音楽家や興行主や観客の間で様々な混乱があったのである。メモの主要点は次の通りであるが、これらのほとんどは現在のGEMAの団体規約の中に記載されている。
「協会は個人事業を目的とすることは一切ありません。これは仲介の機関です。設立資金も集めません。商売の利益は論外です。運営費用は収入の中からまかない、10％は協会の共済金に寄付されます。残りの全ての収入は、最後の1円まで、全て受益者である作曲家、作詞家、そして出版者へ分配されます。」
AFMAの設立期は、かなり騒然とした時代だった。
1909年、GDTはレコードの機械的複製権の利用を専門に扱う二つ目の組織、「機械的音楽権利研究所」(ドイツ語: Anstalt für mechanisch-musikalische Rechte GmbH; AMMRE) を設立した。
1913年、オーストリアの「作家作曲家音楽出版社協会」 (ドイツ語: Gesellschaft der Autoren, Komponisten und Musikverleger; AKM) がドイツの市場に参入し、ドイツ支所を開設した。
1915年、GDTから何人かのメンバーが脱退して、「GEMA」 (Genossenschaft zur Verwertung musikalischer Aufführungsrechte、現在のGEMAとは異なる）を設立した。創設者の一人は作曲家のレオン・イェッセルだった。1916年、GEMAとAKMのドイツ支所は合併し、「ドイツ音楽上演権保護連盟」 (ドイツ語: Verband zum Schutze musikalischer Aufführungsrechte für Deutschland) を設立した。
こうした経緯の結果二つの徴収団体が競合し、作者と興行主そして聴衆の本来の利益に反する事態となった。
1930年、GDT (AFMAの形で) は「ドイツ音楽上演権保護連盟」に加盟した。しかし、二つの徴収団体の事業と施設が存続することには変わりなかった。二つの団体は、統一された団体名で運営されているふりをして、実際は全く別々に運営されていた。
この事態は第三帝国で「音楽上演権仲介に関する帝国法」 (ドイツ語: Reichsgesetz über die Vermittlung von Musikaufführungsrechten) によって終焉を迎えた。この法律の立案者はヨーゼフ・ゲッベルスで、全ての徴収団体を一列に並べ、独占的地位を与えるのが目的だった。

### 1933年–2000年
1933年9月28日、国家公認の「音楽上演権利用協会（ドイツ語: Staatlich genehmigte Gesellschaft zur Verwertung musikalischer Aufführungsrechte; STAGMA）」が「ドイツ音楽上演権保護連盟」から独立して設立され、音楽上演権を独占的に使用することになった。AMMREは1938年にSTAGMAに併合された。リヒャルト・シュトラウスが総裁を務めていた帝国音楽院は、「ドイツの音楽遺産を伝え管理するのに、アーリア人以外は相応しくない」というガイドラインを定めていた。これは帝国音楽院で活動をしていた約8,000人のユダヤ人に対する禁止措置だった。STAGMAはナチスの権力構造に深く取り込まれていて、STAGMAの主要メンバーはナチスに執着し自発的に参加していた。STAGMAのCEOはLeo Ritterで、GEMA創立時にも同じ地位にあり、ヒットラーの『我が闘争』を優秀な会員に配布する習慣があった。
STAGMAは第二次世界大戦の後も事業を継続したが、1947年8月24日から名称はGEMA (Gesellschaft für musikalische Aufführungs- und mechanische Vervielfältigungsrechte) と変更された。エーリヒ・シュルツェが会長兼総監督を1947年から1989年まで務めたが、ミュンヘンのGEMA本部正面にあるエーリヒ・シュルツェ噴水は彼を顕彰したものである。1950年の始め、理事会長はヴェルナー・エックであった。シュルツェとエックは既にSTAGMAの主要ポジションにあった。アルブレヒト・デュムリングの著作『音楽の持つ価値』（Musik hat ihren Wert、英語: Music has its Value）が、ドイツの最初の徴収団体の100周年記念に出版された。この本はナチス時代以後の徴収団体の役割に光を当てたものだった。
1950年、ドイツ民主共和国 (GDR＝東ドイツ) が成立しドイツが分断（通貨の分断の結果として）された後に、同様の事業体として東ドイツに「音楽分野の上演権と複製権保護研究所」 (ドイツ語: Anstalt zur Wahrung der Aufführungs- und Vervielfältigungsrechte auf dem Gebiet der Musik; AWA) が設立された。
1982年、GEMAは532,800,000ドイツマルクを徴収した。
1990年、キリスト教社会同盟の政治家ラインホルト・クライレがエーリヒ・シュルツェの後任として会長となった。彼は任期の終盤、デジタル化との戦いに挑んだ。彼はGEMAを「文化の灯台」「デジタル化の波を乗り切る岩盤」と性格付けた。彼によれば、GEMAは「無意味な競争」に打ち勝った。彼にとって、インターネットは「仮想デパートに過ぎず」、敵対的買収で同化されるべきものだった。彼は2005年の末に引退した。
東西ドイツ統合後、旧東ドイツから多くの作曲家がGEMAに参加したが、全員ではなかった。AWAは1990年に解散したが、清算団体として存続している。

### 2000年–現在
2007年からはHarald Hekerが会長に就任している。

## 他の著作権管理団体
GEMAに権利料の徴収を一部移管している他の著作権管理団体には次がある。
- GEMA がドイツの主要な収集団体であるが、ドイツには他に次の団体がある。
  - Gesellschaft zur Verwertung von Leistungsschutzrechten（ドイツ語版） – GVL (舞台芸術家、レコード・プロデューサー).
  - VG Wort（ドイツ語版） – Verwertungsgesellschaft Wort (英語: Collecting Society Wort).
  - Verwertungsgesellschaft Bild-Kunst（ドイツ語版） – 芸術家、写真家、映画製作者.
- スイス - SUISA: Schweizerische Gesellschaft für die Rechte der Urheber musikalischer Werke (英語: Swiss Society for the Rights of Authors of Musical Works).
- オーストリア - AKM: Gesellschaft der Autoren, Komponisten und Musikverleger（ドイツ語版） (英語: Society of Authors, Composers, and Music Publishers).
- ベルギー - SABAM CVBA.
- オランダ - BUMA/STEMRA both fulfill these duties.
- フランス - SACEM: Société des auteurs, compositeurs et éditeurs de musique (英語: Society of Authors, Composers, and Music Editors).
- クロアチア - HDS ZAMP.
- フィンランド - Teosto.
- イタリア - SIAE: Società Italiana degli Autori ed Editori (英語: Italian Society of Authors and Publishers).
- イギリス - PRS for Music, previously known as the Performing Rights Society.
- ポルトガル - Sociedade Portuguesa de Autores: SPA（ポルトガル語版） (Sociedade Portuguesa de Autores; 英語: Portuguese Society of Authors).
- スペイン - SGAE: Sociedad General de Autores y Editores (英語: General Society of Authors and Editors).
- スウェーデン - STIM: Svenska Tonsättares Internationella Musikbyrå (English: Swedish Performing Rights Society).
- アメリカ合衆国
  - 複製権については、Harry Fox Agency.
  - 演奏権については、3つの著作権管理団体が競合している。
    - 放送音楽協会
    - 米国作曲家作詞家出版者協会
    - SESAC

## 相互協定
GEMAは上演と放送権についての相互協定を73の海外姉妹団体と結んでいる。機械的複製権については、GEMAは51の管理団体と協定している。

## 現在の論争
GEMAは著作権、私的録音録画補償金制度、インターネットラジオ、そしてファイル共有についての議論にしばしば登場している。たとえば、未使用の記録メディアや記録装置への補償金徴収は、買い手がこの金額を支払うことでどのような権利を取得するのか明らかでないことが問題になった。

## ドイツにおけるユーチューブ動画のブロッキング

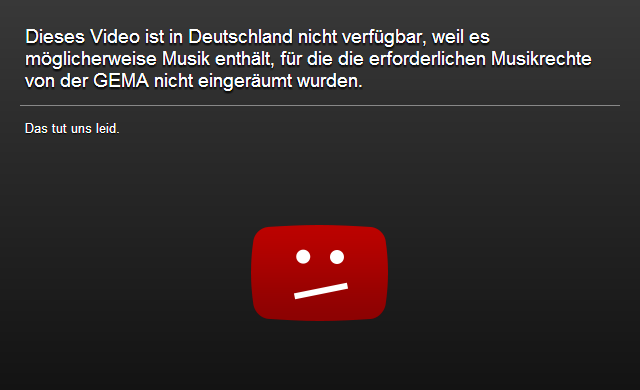
ブロックされたユーチューブ動画。テキストには「残念ですがこの動画はドイツでは視聴できません。なぜならここにはGEMAが音楽著作権を付与していない音楽が含まれる可能性があるからです。申し訳ございません」とある。

## 批評
2012年11月5日時点で、ドイツ連邦議会はGEMAに対する1863件の請願を受理している。

## ドイツ音楽作家賞
2009年以来、GEMAは毎年ドイツ音楽作家賞（ドイツ語: Deutscher Musikautorenpreis）を授与している。「作家が賞賛する作家」というモットーで、ベルリンで開かれる授賞式には、音楽、文化、ビジネス、メディア、そして政治の各界から300人以上のゲストが招かれている。この賞では作曲家や作詞家に対して、その卓越した作品を評価している。賞には10の部門があり、音楽の様々なジャンルの作曲家、作詞家、プロデューサーたちからなる独立した選考委員により受賞者が選ばれる。「新進気鋭」部門の賞金は1万ユーロである。他の部門の受賞者には金銭ではない賞が授与される。